# St. Johannes der Täufer (Freienhagen)

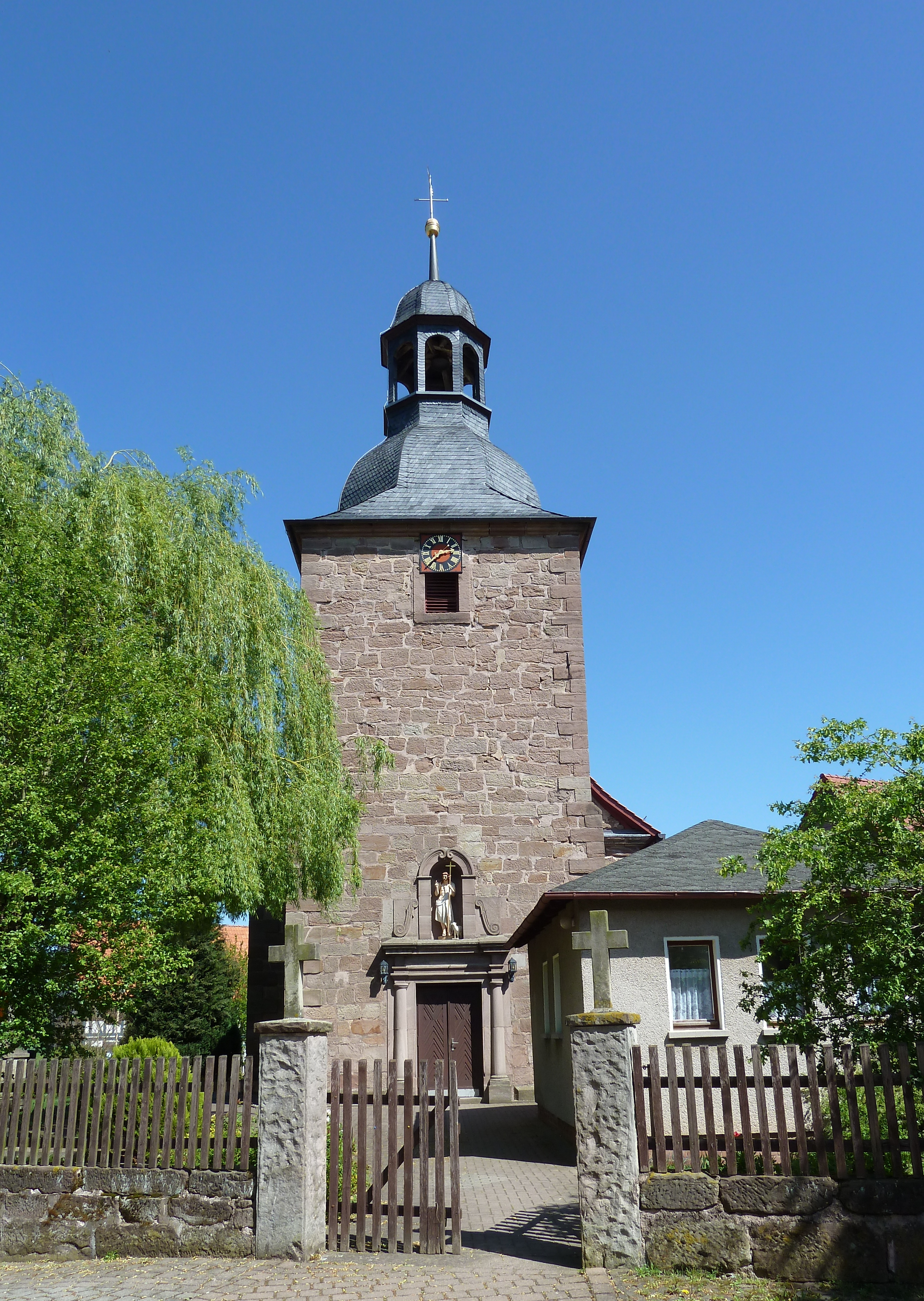
Die Kirche St. Johannes der Täufer

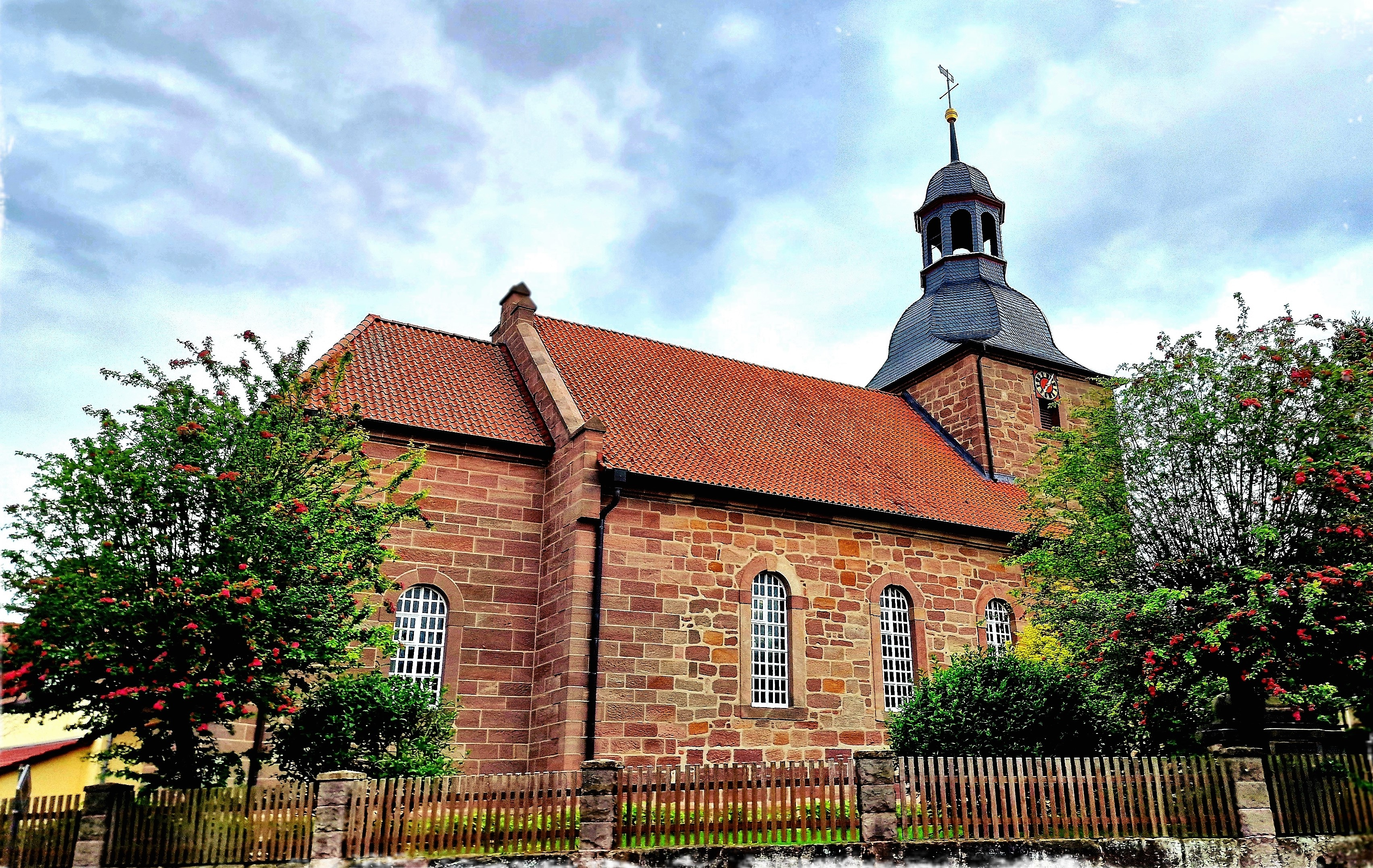
Katholische Kirche Sankt Johannes der Täufer

Die römisch-katholische Filialkirche St. Johannes der Täufer steht in Freienhagen im thüringischen Landkreis Eichsfeld. Sie ist Filialkirche der Pfarrei St. Matthäus Arenshausen im Dekanat Heiligenstadt des Bistums Erfurt. Sie trägt das Patrozinium des heiligen Johannes des Täufers.

## Geschichte
In den Jahren von 1777 bis 1779 wurden der Kirchturm und das Kirchenschiff gebaut. Am 28. Oktober 1779 weihte der Weihbischof Johann Georg Joseph von Eichart aus Erfurt die Kirche ein. Es werden keine Angaben zu einer Vorgängerkirche gemacht.

## Bauausführung

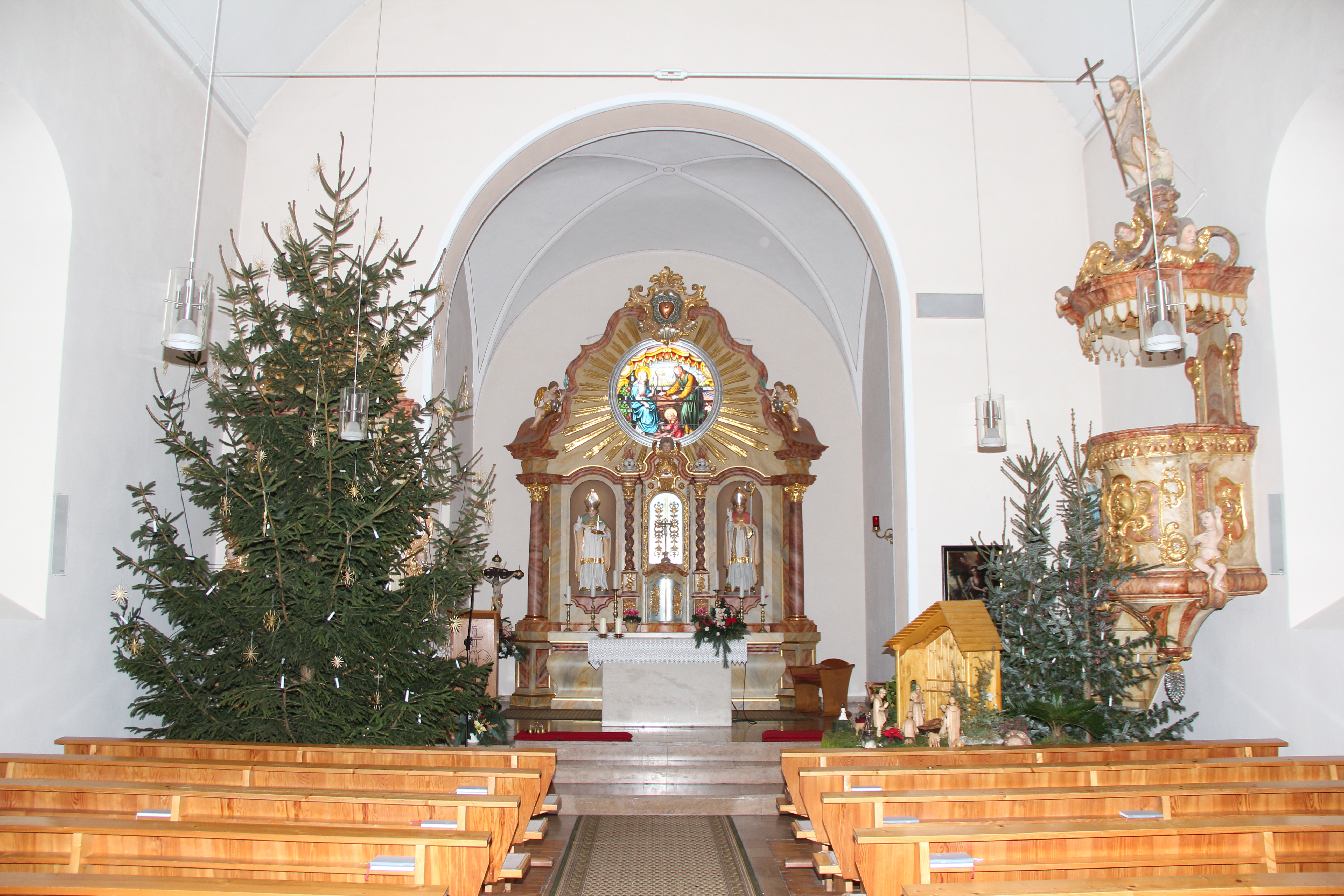
Freienhagen: Innenansicht von St. Johannes der Täufer in der Weihnachtszeit

Das Mauerwerk wurde aus ungeputzten Bruchsteinen errichtet. In den dreiachsige Saalbau wurde der eingezogenen Westturm angebaut. Die Fassade des walmdachgedeckten Hauses wird durch Rundbogenfenster und eine profilierte Traufe gestaltet. 
Im Jahr 1904 erfolgte der Anbau der Sakristei. 
Im Schiff wird durch ein Tonnengewölbe mit tiefen Laibungen der Fenster überspannt. Im Westteil steht eine Doppelempore. Der Altarraum mit Kreuzgratgewölbe hebt die Bedeutung des Raumes an. 
Die Kanzel mit Ornamenten, Engeln und bekrönender Skulptur Johannes des Täufers stammt aus der Zeit um 1780. Weitere katholische Heilige schmücken den Raum.
Die Orgel wurde von 1929 bis 1930 von Friedrich Krell aus Duderstadt geschaffen und eingebaut.
Die Turmglocken sind in Apolda (1914/1964) und Karlsruhe (2008) gegossen worden.